# Integrity Media
Integrity Media é uma empresa que atua na área musical e de comunicação diretamente relacionada com o mercado da música cristã. Seu selo de distribuição de discos é a Integrity Music, a qual possui atividade em vários países do mundo.
Embora a Integrity Music já tenha sido um selo pertencente à Sony BMG, atualmente pertence à organização sem fins lucrativos David C. Cook.

## Artistas
- All Sons & Daughters
- Ana Paula Valadão Bessa
- Paul Baloche
- Daniel Bashta
- Danilo Montero
- Lincoln Brewster
- Desperation Band
- Brian Doerksen
- Gateway Worship
- Hillsong
- John Mark McMillan
- Don Moen
- Israel and New Breed
- Kathryn Sarah Scott
- Jonathan Stockstill
- New Life Worship
- Parachute Band
- Planetshakers
- Ron Kenoly
- Sheldon Bangera